# حریث
حریث،(کشاورز) روستایی است از توابع بخش مرزن‌آباد شهرستان چالوس در استان مازندران ایران، فاصله این روستا تا شهر مرزن آباد ۹/۳ کیلومتر می‌باشد. شغل ساکنان این روستا دامداری و کشاورزی می‌باشد.

## جمعیت
این روستا در دهستان بیرون‌بشم قرار دارد و براساس سرشماری مرکز آمار ایران در سال ۱۳۸۵، جمعیت آن ۱۲۱ نفر (۴۳خانوار) بوده‌است. مردم حریث از قومیت طبری هستند. مردم حریث به زبان طبری با گویش چالوسی سخن می‌گویند.